# UFC 74
UFC 74: Respect foi um evento de artes marciais mistas promovido pelo Ultimate Fighting Championship, ocorrido em 25 de agosto de 2007 no Mandalay Bay Events Center em Paradise, Nevada. A luta principal foi a luta pelo Cinturão Peso Pesado do UFC entre o campeão Randy Couture e o desafiante Gabriel Gonzaga.

## Resultados
Nota 1 Pelo Cinturão Peso-Pesado do UFC.

Nota 2 Sobral foi penalizado em U$25 000 pela Comissão Atlética do Estado de Nevada por não obedecer as ordens do árbitro de soltar o estrangulamento após o lutador desistir. Devido a maneira controversa em que a luta foi interrompida, Sobral foi posteriormente liberado de seu contrato com o UFC.

## Bônus da Noite
- Luta da Noite:  Randy Couture vs.  Gabriel Gonzaga
- Nocaute da Noite:  Patrick Côté
- Finalização da Noite:  Thales Leites

## Ligações Externas
1. ↑  Nota 1
2. ↑  Nota 2